# レオポルト3世 (アンハルト＝デッサウ公)

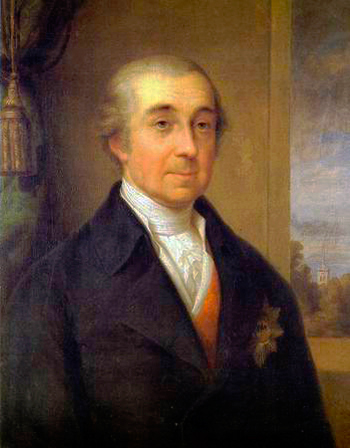
老境のレオポルト3世

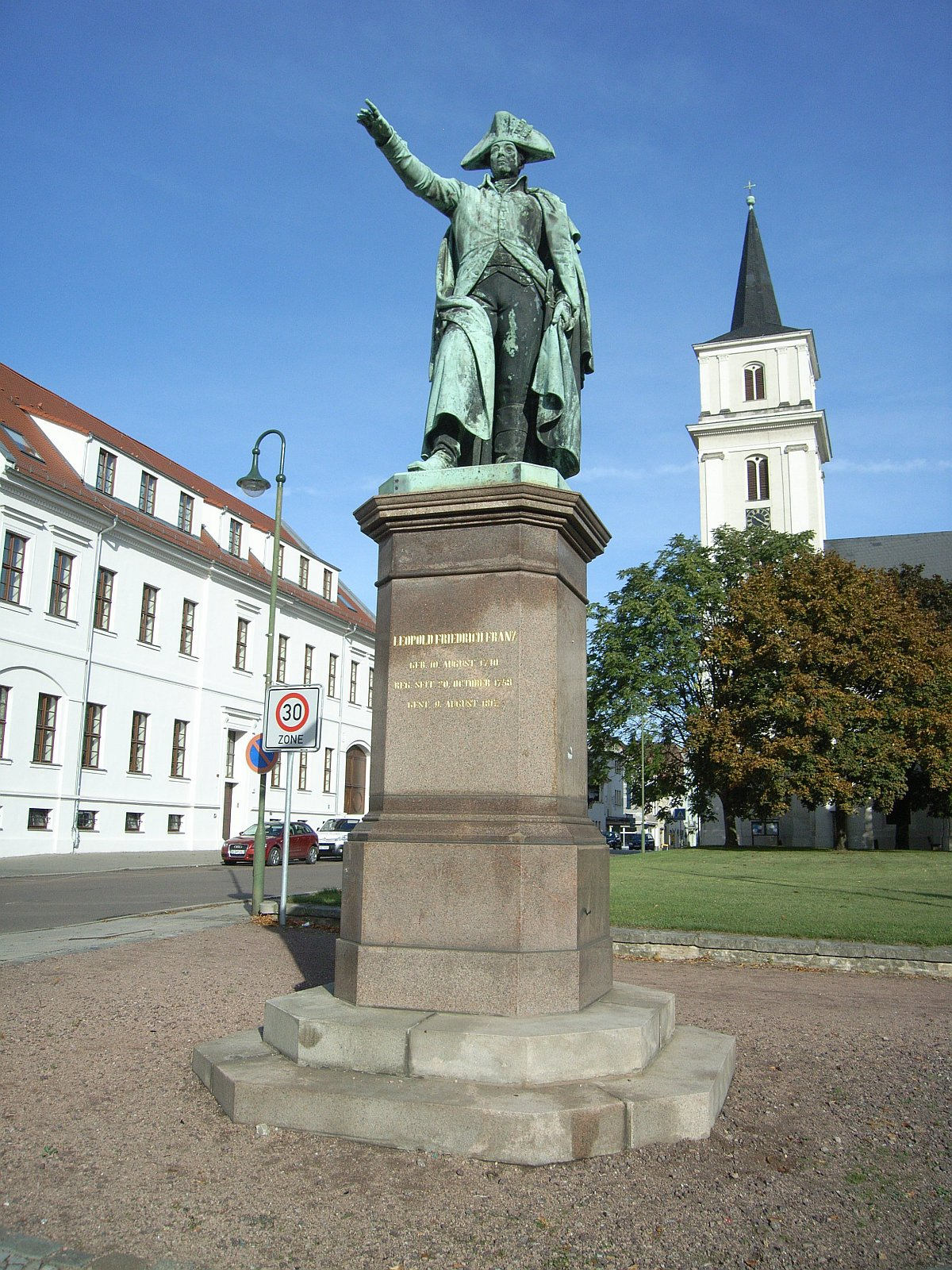
デッサウに建つレオポルト3世像

レオポルト3世フリードリヒ・フランツ（Leopold III. Friedrich Franz , Fürst und Herzog von Anhalt-Dessau, 1740年8月10日 - 1817年8月9日）は、アンハルト＝デッサウ侯（在位：1751年 - 1807年）、後にアンハルト＝デッサウ公（在位：1807年 - 1817年）。「フランツ侯（Fürst Franz）」、「フランツ親父（Vater Franz）」の愛称で呼ばれた。

## 生涯
アンハルト＝デッサウ侯レオポルト2世とその妻でアンハルト＝ケーテン侯レオポルトの娘であるギーゼラ・アグネスの間の長男として生まれた。1751年に両親が相次いで亡くなると、叔父でプロイセン元帥のディートリヒを摂政として、わずか11歳で侯位を継いだ。1758年に親政を開始した。
レオポルト3世は父や祖父レオポルト1世と同様にプロイセン軍に入隊したが、1757年6月18日の凄惨なコリンの戦いを経験した後、戦争のネガティブな側面に衝撃を受け、軍隊を除隊してアンハルト＝デッサウ侯領の中立を宣言した。レオポルト3世は大のアングロフィルであり、啓蒙主義思想の熱心な支持者だった。彼は侯領の領民達の科学や自然に関する知識普及に特に関心を持っていた。レオポルト3世の行った教育、健康、社会福祉、道路整備、農業や森林の開発、そして産業に対する改革は、ドイツの小諸侯が実行したものの中では最も成功しかつ近代的な改革の1つだった。
また、1769年から1773年にかけ、建築家のフリードリヒ・ヴィルヘルム・フォン・エルトマンスドルフに、ドイツ最初の新古典主義建築であるヴェルリッツ宮殿を建てさせた。1774年、レオポルト3世はエルトマンスドルフに命じ、ヴェルリッツ宮殿の敷地内に、小規模なイギリス式庭園に囲まれた邸宅を造らせ、妻ルイーゼにプレゼントしている。この邸宅は屋敷の主であるルイーゼに因み、シュロス・ルイジウム（ルイーゼの城館）と名付けられた。さらにレオポルト3世はオラニエンバウムにあったオランダ式庭園を拡張・改装し、大規模なイギリス式庭園を造営した。これはデッサウ・ヴェルリッツの庭園王国と名付けられ、世界遺産に登録されている。
レオポルト3世は1785年に成立した君侯同盟とは対立し、プロイセンの覇権に抵抗する姿勢を見せた。1806年には、彼の評判を聞きつけたナポレオン・ボナパルトにパリへ招待されている。レオポルト3世は1807年4月18日に、最後になってライン同盟に加盟した。1807年に公爵に陞爵したが、レオポルト3世はアンハルト系アスカーニエン家の家長であるにも拘わらず、公爵への陞爵は分家筋のアンハルト＝ケーテン侯やアンハルト＝ベルンブルク侯の方が先であった。彼は1806年に神聖ローマ帝国が消滅する寸前に皇帝フランツ2世に莫大な金を納め、そのおかげで翌年に公爵位を得たのである。また1812年、レオポルトは10歳で公爵位を継いだアンハルト＝ケーテン公ルートヴィヒ・アウグストの摂政に就任している。
1817年、シュロス・ルイジウムで落馬事故のため亡くなった。長男の世継ぎ公子フリードリヒに先立たれていたため、公爵位は孫のレオポルト4世が相続した。

## 子女
1767年7月25日、ブランデンブルク＝シュヴェート辺境伯フリードリヒ・ハインリヒの娘で従妹にあたるルイーゼと結婚し、間に後継者となる男子をもうけた。
- フリードリヒ（1769年 - 1814年）

また何人もの愛妾とのあいだに大勢の庶子をもうけている。
結婚前の恋人だったヨハンナ・エレオノーレ・ホーフマイヤー（1746年 - 1816年）との間には1男2女をもうけた。
- ヴィルヘルミーネ・エレオノーレ・フリーデリケ（1762年）
- フランツ（1763年 - 1823年） - ヴァルダーゼー伯爵、アルフレート・フォン・ヴァルダーゼーの祖父
- ルイーゼ・エレオノーレ・フリーデリケ（1765年 - 1804年）

自分に仕える庭師の娘で重婚をしたルイーゼ・ショーホとの間には、1男2女をもうけた。
- ヴィルヘルミーネ・ジドーニエ（1789年 - 1860年）
- ルイーゼ・アーデルハイト（1790年 - 1870年）
- フランツ・アドルフ（1792年 - 1834年）

愛妾ヨハンナ・マグダレーナ・ルイーゼ・イェーガーとの間には、3人の娘をもうけた。
- フランツィスカ（1789年 - ?）
- レオポルディーネ（1791年 - 1847年）
- アマーリエ（1793年 - 1841年）

愛妾フリーデリケ・ヴィルヘルミーネ・シュルツ（1772年 - 1843年）との間には息子を1人もうけた。
- ルートヴィヒ・フェルディナント（1800年 - 1893年）

| 先代 レオポルト2世 | アンハルト＝デッサウ侯 1751年 - 1807年 | 次代 公爵に陞爵    |
| 先代 新設          | アンハルト＝デッサウ公 1807年 - 1817年 | 次代 レオポルト4世 |